# Annamanum rondoni
Annamanum rondoni är en skalbaggsart som beskrevs av Stefan von Breuning 1962. Annamanum rondoni ingår i släktet Annamanum och familjen långhorningar.
Artens utbredningsområde är Laos. Inga underarter finns listade i Catalogue of Life.